# Взглядское сельское поселение
Взглядское сельское поселение — упразднённое с 12 апреля 2010 года муниципальное образование в Волотовском муниципальном районе Новгородской области России.
Административным центром была деревня Взгляды.
Территория сельского поселения была расположена на западе Новгородской области. По этой территории протекает река Перехода.
Взглядское сельское поселение было образовано в соответствии с законом Новгородской области от 11 ноября 2005 года № 559-ОЗ.
В соответствии с областным законом № 717-ОЗ от 30 марта 2010 года Взглядское сельское поселение и сельское поселение Волот преобразованы путём объединения во вновь образованное муниципальное образование — сельское поселение Волот с определением административного центра в посёлке Волот.

## Населённые пункты
На территории сельского поселения располагались 22 населённых пункта (деревни): Веретье, Взгляды, Горки, Жуково-Дуброво, Зеремо, Кашенка, Кисляково, Клинково, Колесницы, Личино, Лоша, Междуречье, Микшицы, Михалково, Осиновка, Пескова, Погорелец, Подсосонье, Порожки, Соломенка, Станишино и Уницы.

## Транспорт
На этой территории есть станция Взгляды Октябрьской железной дороги на линии Бологое-Московское — Валдай — Старая Русса — Дно-1.